# Maciej Kostun
Maciej Kostun (ur. 25 maja 1949) – polski artysta fotograf, fotoreporter. Członek Okręgu Gdańskiego Związku Polskich Artystów Fotografików. Członek honorowy Gdańskiego Towarzystwa Fotograficznego.

## Życiorys
Maciej Kostun, absolwent II Liceum Ogólnokształcącego w Gdańsku – związany z pomorskim środowiskiem fotograficznym, mieszka i tworzy w Gdańsku. Fotografuje od połowy lat 60. XX wieku. Z fotografią artystyczna związany od 1968 roku – wówczas podjął twórczą działalność wystawienniczą. W pierwszej połowie lat 70. XX wieku został członkiem rzeczywistym Gdańskiego Towarzystwa Fotograficznego, w którym od 1974 roku (przez dwie kadencje) pełnił funkcję prezesa Zarządu GTF (w czasie późniejszym pełnił funkcję wiceprezesa Zarządu). Od 1975 roku pełnił również funkcję kierownika sekretariatu GTF. W 1989 roku został fotoreporterem Tygodnika Gdańskiego, od 1992 roku pracował jako fotoreporter w Dzienniku Bałtyckim. Od 2000 roku był fotoreporterem oraz fotoedytorem w miesięczniku Vilcacora. W 2007 roku został fotoreporterem oraz fotoedytorem w wydawnictwie Literatura Net. 
Maciej Kostun jest autorem i współautorem wielu wystaw fotograficznych; indywidualnych i zbiorowych. Jego fotografie wielokrotnie prezentowane na wystawach pokonkursowych; krajowych i międzynarodowych, w Polsce i za granicą (m.in. w Anglii, Australii, Belgii, Brazylii, Chinach, Francji, Japonii, Jugosławii, Malezji, Stanach Zjednoczonych, Republice Południowej Afryki) – były doceniane wieloma akceptacjami, medalami, nagrodami, wyróżnieniami, dyplomami, listami gratulacyjnymi. Jest autorem, współautorem zdjęć do wielu publikacji albumowych oraz książkowych. Uczestniczy w pracach jury konkursów fotograficznych. Miejsce szczególne w jego twórczości zajmuje fotografia architektury, fotografia dokumentalna, fotografia kreacyjna, fotografia portretowa, fotografia reportażowa. 
W 1986 roku został przyjęty w poczet członków Okręgu Gdańskiego Związku Polskich Artystów Fotografików (legitymacja nr 616), w którym od 1972 roku pełnił różne funkcje w Zarządzie ZPAF – obecnie jest sekretarzem oraz skarbnikiem w Zarządzie OG ZPAF (kadencja na lata 2017–2020).

## Odznaczenia
- Srebrna Odznaka Honorowa Federacji Amatorskich Stowarzyszeń Fotograficznych w Polsce (1986)
- Medal 40-lecia GTF (1987)
- Odznaka „Zasłużony Działacz Kultury” (1989)

Źródło

## Wystawy indywidualne (wybór)
- Impresje Gdańskie (1968)
- Korzenie w fotografii (1969)
- Korzenie w fotografii (1974)
- Chwila uniesień (1976)
- Dachy starego miasta (1977)
- Ja za tym stoję, ale komu to służy (1981)
- Dachy starego miasta II (1982)
- Wieża Babel (Uniejów 1985)
- Wielkie żagle (Gdańsk 1998)
- Wielkie żagle (Rzeszów 1998)
- Peru – kraina kontrastów (Tczew 2003)
- Dachy Gdańska (Gdańsk 2012)[7][9]
- Dachy miasta (Gdańsk 2017)[6]

Źródło